# Sparks Energy 300
| Provas NASCAR - Xfinity Series 2019             |
| Temporada Regular                               |
| ----------------------------------------------- |
| 1. PowerShares QQQ 300 (Daytona)                |
| 2. Rinnai 250 (Atlanta)                         |
| 3. Boyd Gaming 300 (Las Vegas)                  |
| 4. NXS Race at ISM Raceway (Phoenix)            |
| 5. NXS Race at Auto Club Speedway (Auto Club)   |
| 6. My Bariatric Solutions 300 (Texas)           |
| 7. NXS Race at Bristol (Bristol)                |
| 8. ToyotaCare 250 (Richmond)                    |
| 9. Sparks Energy 300 (Talladega)                |
| 10. NXS Race at Dover (Dover)                   |
| 11. Alsco 300 (Charlotte)                       |
| 12. Pocono Green 250 (Pocono)                   |
| 13. LTi Printing 250 (Michigan)                 |
| 14. NXS Race at Iowa (Iowa)                     |
| 15. Camping World 300 (Chicagoland)             |
| 16. Coca-Cola Firecracker 250 (Daytona 2)       |
| 17. Alsco 300 (Kentucky)                        |
| 18. Lakes Region 200 (New Hampshire)            |
| 19. U.S. Cellular 250 (Iowa 2)                  |
| 20. Zippo 200 at The Glen (Watkins Glen)        |
| 21. Mid-Ohio 170 (Mid-Ohio)                     |
| 22. Food City 300 (Bristol 2)                   |
| 23. Road America 180 (Road America)             |
| 24. Sport Clips Haircuts VFW 200 (Darlington)   |
| 25. Lilly Diabetes 250 (Indianápolis)           |
| 26. DC Solar 300 (Las Vegas 2)                  |
| Provas dos Playoffs                             |
| Round of 12                                     |
| 27. Go Bowling 250 (Richmond 2)                 |
| 28. Drive for the Cure 200 (Charlotte - Roval)  |
| 29. NXS Race at Dover (Dover 2)                 |
| Round of 8                                      |
| 30. Kansas Lottery 300 (Kansas)                 |
| 31. O'Reilly Auto Parts 300 (Texas 2)           |
| 32. DAV 200 (Phoenix 2)                         |
| Championship 4                                  |
| 33. Ford EcoBoost 300 (Homestead-Miami)         |
| Provas inativas/extintas                        |
| 5-Hour Energy 250 (2010)                        |
| CampingWorld.com 300 (2004-2010)                |
| Corona México 200 (2005-2008)                   |
| Federated Auto Parts 300 (2002-2011)            |
| Kroger 200 (1982-2011)                          |
| Kroger On Track for the Cure 250 (1999-2009)    |
| Missouri-Illinois Dodge Dealers 250 (1997-2010) |
| NAPA Auto Parts 200 (2007-2012)                 |
| Nashville 300 (2001-2011)                       |
| NorthernTool.com 250 (1984-1985, 1993-2009)     |
| Owens Corning AttiCat 300 (2011-2015)           |

A Sparks Energy 300 é a prova da NASCAR Xfinity Series realizada no Talladega Superspeedway. A etapa tem 300 milhas (483 km), e ocorre no mesmo final de semana da GEICO 500, em Maio.

## Vencedores
| Ano  | Data         | Piloto              | Equipe                    | Montadora | Distância | Distância        | Tempo Total | Velocidade Média (mph) |
| Ano  | Data         | Piloto              | Equipe                    | Montadora | Voltas    | Milhas (km)      | Tempo Total | Velocidade Média (mph) |
| ---- | ------------ | ------------------- | ------------------------- | --------- | --------- | ---------------- | ----------- | ---------------------- |
| 1992 | 25 de Julho  | Ernie Irvan         | Ernie Irvan               | Chevrolet | 117       | 311.22 (500.86)  | 1:57:55     | 158.359                |
| 1993 | 24 de Julho  | Dale Earnhardt      | Dale Earnhardt, Inc.      | Chevrolet | 117       | 311.22 (500.86)  | 2:07:12     | 146.801                |
| 1994 | 23 de Julho  | Ken Schrader        | Ken Schrader              | Chevrolet | 117       | 311.22 (500.86)  | 1:51:30     | 167.473                |
| 1995 | 22 de Julho  | Chad Little         | Mark Rypien Motorsports   | Ford      | 117       | 311.22 (500.86)  | 2:31:56     | 122.904                |
| 1996 | 27 de Julho  | Greg Sacks          | Diamond Ridge Motorsports | Chevrolet | 117       | 311.22 (500.86)  | 2:13:55     | 139.438                |
| 1997 | 26 de Abril  | Mark Martin         | Roush Racing              | Ford      | 117       | 311.22 (500.86)  | 1:50:32     | 168.937                |
| 1998 | 25 de Abril  | Joe Nemechek        | NEMCO Motorsports         | Chevrolet | 113       | 300.58 (483.736) | 2:32:35     | 118.196                |
| 1999 | 24 de Abril  | Terry Labonte       | Labonte Motorsports       | Chevrolet | 113       | 300.58 (483.736) | 1:59:36     | 150.793                |
| 2000 | 15 de Abril  | Joe Nemechek        | NEMCO Motorsports         | Chevrolet | 113       | 300.58 (483.736) | 1:57:13     | 153.859                |
| 2001 | 21 de Abril  | Mike McLaughlin     | Joe Gibbs Racing          | Pontiac   | 113       | 300.58 (483.736) | 2:17:24     | 131.258                |
| 2002 | 20 de Abril  | Jason Keller        | ppc Racing                | Ford      | 117       | 311.22 (500.86)  | 1:58:25     | 157.691                |
| 2003 | 5 de Abril   | Dale Earnhardt, Jr. | Dale Earnhardt, Inc.      | Chevrolet | 117       | 311.22 (500.86)  | 2:11:43     | 114.768                |
| 2004 | 24 de Abril  | Martin Truex, Jr.   | Dale Earnhardt, Inc.      | Chevrolet | 117       | 311.22 (500.86)  | 2:16:31     | 136.783                |
| 2005 | 30 de Abril  | Martin Truex, Jr.   | Dale Earnhardt, Inc.      | Chevrolet | 120*      | 319.2 (513.702)  | 2:36:50     | 122.117                |
| 2006 | 29 de Abril  | Martin Truex, Jr.   | Dale Earnhardt, Inc.      | Chevrolet | 117       | 311.22 (500.86)  | 2:04:40     | 149.785                |
| 2007 | 28 de Abril  | Bobby Labonte       | Kevin Harvick Inc.        | Chevrolet | 120*      | 319.2 (513.702)  | 2:23:46     | 133.216                |
| 2008 | 26 de Abril  | Tony Stewart        | Joe Gibbs Racing          | Toyota    | 117       | 311.22 (500.86)  | 2:20:17     | 133.111                |
| 2009 | 25 de Abril  | David Ragan         | Roush Fenway Racing       | Ford      | 120*      | 319.2 (513.702)  | 2:08:32     | 149.004                |
| 2010 | 25 de Abril* | Brad Keselowski     | Penske Racing             | Dodge     | 120*      | 319.2 (513.702)  | 2:01:30     | 157.630                |
| 2011 | 16 de Abril  | Kyle Busch          | Joe Gibbs Racing          | Toyota    | 124*      | 329.84 (530.826) | 2:36:18     | 126.618                |
| 2012 | 5 de Maio    | Joey Logano         | Joe Gibbs Racing          | Toyota    | 122*      | 324.52 (522.264) | 2:22:54     | 136.258                |
| 2013 | 4 de Maio    | Regan Smith         | JR Motorsports            | Chevrolet | 110*      | 292.6 (470.894)  | 2:11:44     | 133.269                |
| 2014 | 3 de Maio    | Elliott Sadler      | Joe Gibbs Racing          | Toyota    | 117       | 311.22 (500.86)  | 2:22:18     | 131.224                |
| 2015 | 2 de Maio    | Joey Logano         | Team Penske               | Ford      | 113       | 300.58 (483.736) | 2:22:07     | 126.901                |
| 2016 | 30 de Abril  | Elliott Sadler*     | JR Motorsports            | Chevrolet | 116*      | 308.56 (496.579) | 2:19:45     | 132.477                |
| 2017 | 6 de Maio    | Aric Almirola       | Biagi-DenBeste Racing     | Ford      | 113       | 300.58 (483.736) | 2:09:41     | 139.068                |
| 2018 | 28 de Abril  | Spencer Gallagher   | GMS Racing                | Chevrolet | 115*      | 305.9 (492.298)  | 2:17:44     | 133.258                |

- 2005, 2007, 2009–2013, 2016 e 2018:Corrida estendida devido à green–white–checker finish.
- 2010: Corrida adiada de Sabado para Domingo devido à chuva e estendida devido à green-white-checker finish.
- 2013: Corrida começou mais tarde devido à chuva, e acabou mais cedo devido ao anoitecer (A Pista não possui iluminação artificial).NASCAR determinou que a corrida se encerraria com 107 voltas devido ao anoitecer mas um acidente fez a corrida ser estendida para green-white checker finish, e terminou com 110 voltas.
- 2016: Originalmente Brennan Poole cruzou a linha de chegada na primeira posição, mas após uma análise de vídeo constatou-se que a bandeira amarela foi deflagrada a metros da linha de chegada e neste momento Eliott Sadler estava na primeira posição e foi declarado vencedor da prova.

| Sequência das Provas | Sequência das Provas | Sequência das Provas | Sequência das Provas | Sequência das Provas |
| ToyotaCare 250       | <<                   | Sparks Energy 300    | >>                   | Buckle Up 200        |
| -------------------- | -------------------- | -------------------- | -------------------- | -------------------- |